# Phaonia obscurinervis
Phaonia obscurinervis är en tvåvingeart som beskrevs av Stein 1914. Phaonia obscurinervis ingår i släktet Phaonia och familjen husflugor.
Artens utbredningsområde är Kenya. Inga underarter finns listade i Catalogue of Life.